# Caleb P. Bennett

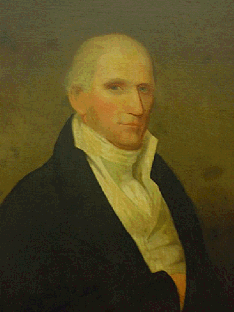
Caleb P. Bennett

Caleb Prew Bennett (* 11. November 1758 im Chester County, Province of Pennsylvania; † 9. Mai 1836 in Wilmington, Delaware) war ein US-amerikanischer Politiker und von 1833 bis 1836 Gouverneur des Bundesstaates Delaware.

## Frühe Jahre und militärische Laufbahn
Im Alter von drei Jahren kam Caleb Bennett mit seinen Eltern nach Wilmington in Delaware. Dort besuchte er die öffentlichen Schulen. Beim Ausbruch des Unabhängigkeitskrieges trat Bennett in die Kontinentalarmee ein und stieg dort im Laufe des Krieges bis zum Leutnant auf. Er nahm an mehreren Schlachten teil und kehrte erst am 17. Januar 1783 nach Hause zurück. Bennett nahm auch am Britisch-Amerikanischen Krieg von 1812 teil. Dort musste er sich aber einem von einem Rivalen initiierten Kriegsgerichtsverfahren stellen, da ihm mangelnde Pflichterfüllung vorgeworfen wurde. Diese Anklage konnte vor Gericht nicht bewiesen werden und Bennett wurde freigesprochen.

## Politischer Aufstieg
In den Jahren nach dem Unabhängigkeitskrieg war Bennett in verschiedenen Bereichen tätig. Unter anderem war er Fährmann und Besitzer eines Hotels in New Castle. Zwischen 1806 und 1832 war er Kämmerer im New Castle County. Nach dem Umbruch der Parteienlandschaft in den Vereinigten Staaten Ende der 1820er Jahre wurde Bennett Mitglied der Demokratischen Partei von Andrew Jackson. Im Jahr 1832 wurde er als Kandidat seiner Partei gegen den späteren US-Senator Arnold Naudain mit 54 Stimmen Vorsprung zum neuen Gouverneur seines Staates gewählt.

## Gouverneur von Delaware
Caleb Bennett war der erste Gouverneur von Delaware, der nach der neuen Verfassung von 1831 in eine vierjährige Amtszeit gewählt wurde. Als er am 15. Januar 1833 sein Amt antrat, war er auch der beim Amtsantritt älteste Gouverneur von Delaware. Der Beginn seiner Amtszeit war von der Nullifikationskrise überschattet. Dabei kam es über der Frage der Einfuhrzölle zu einem Machtkampf zwischen der Bundesregierung unter Präsident Jackson und dem Staat South Carolina. Gouverneur Bennett sprach sich entschieden gegen die Haltung South Carolinas aus und unterstützte die Bundesregierung.
Damals wurde auch die Infrastruktur des Staates weiter ausgebaut. Die Eisenbahngesellschaft French-Town & New Castle ersetzte ihre Holzschienen durch stählerne und setzte Dampflokomotiven ein. Damit begann das eigentliche Eisenbahnzeitalter in Delaware. Gleichzeitig nahmen zwei weitere Eisenbahngesellschaften ihren Betrieb auf. Auch in der Schifffahrt wurden immer mehr Dampfschiffe eingesetzt. Damals entstanden auch die Firmen „People’s Steam Navigation Company“ und die „Powhattan Coal Company“. Gouverneur Bennett konnte seine vierjährige Amtszeit nicht beenden. Er starb am 9. Mai 1836. Seine Amtszeit wurde vom früheren Gouverneur Charles Polk beendet, der zu dieser Zeit Präsident des Staatssenats war. Caleb Bennett war mit Catherine Britton verheiratet, mit der er 13 Kinder hatte.